# Royal Football Club athois
Dernière mise à jour : 19 juin 2015.
Le Royal Football Club athois est un ancien club de football belge basé à Ath, fondé en 1914 et disparu en 2003. Porteur du matricule 67, le club dispute 6 saisons dans les divisions nationales au cours de son Histoire, toutes en Promotion, le quatrième niveau national. 
Après sa disparition, d'anciens dirigeants et sympathisant du matricule 67 créent le FC Ath Sport qui reçoit la matricule 9435. Ce cercle fusionne au bout d'un an avec la R.JS Ath-Maffle (2899) pour former le R. Géants athois (2899).

## Repères historiques
- 1914 : 15/04/1914, fondation de Football Club athois.
- 1916 : 01/08/1916, Football Club athois s'affilie à l'URBSFA.
- 1926 : 21/12/1926, Football Club athois se voit attribuer le matricule 67.
- 1951 : 13/06/1951, reconnu "Société royale", Football Club athois (67) prend le nom de Royal Football Club athois (67).
- 1952 : Royal Football Club athois (67) atteint pour la première fois les séries nationales. Cette première expérience dure deux saisons.
- 2002 : Sixième et dernière saison du Royal Football Club athois (67) en séries nationales.
- 2003 : 08/08//2003, exsangue financièrement et contraint d'arrêter ses activités, Royal Football Club athois (67) est radié des registres de l'URBSFA.

## Histoire
Le Football Club athois est fondé le 15 avril 1914. Il s'affilie à l'Union belge après la Première Guerre mondiale, et est versé dans les séries régionales du Hainaut. En décembre 1926, il reçoit le matricule 67. Le 13 juin 1951, le club est reconnu « Société royale », et adapte son appellation officielle en Royal Football Club athois. Un an plus tard a lieu une grande réforme des séries nationales, menant à la création d'un quatrième niveau, baptisé Promotion. À cette occasion, un plus grand nombre de clubs sont promus, dont fait partie le RFC athois. Pour sa première saison en nationales, le club parvient à se maintenir facilement en milieu de classement. Mais la saison suivante, il termine dernier de sa série et est ainsi renvoyé en première provinciale après deux saisons.
Après quarante ans dans les séries provinciales, le RFC athois retrouve la Promotion en 1994. Ce retour est de courte durée, le club terminant quatorzième dans sa série est directement relégué en provinciales. Il lutte chaque année pour la montée, et remporte finalement le titre hennuyer en 1997, lui offrant ainsi droit à un troisième passage par la nationale. Le club parvient à se maintenir la première saison, mais est de nouveau relégué au terme de la suivante. Il reste parmi les meilleures équipes du Hainaut durant les saisons suivantes, et obtient un nouveau titre provinciale en 2002. Entamant ainsi un quatrième séjour en Promotion, le club termine en milieu de classement en 2003.
Au terme de cette dernière saison, les dirigeants annoncent l'arrêt des activités du club à la suite de gros problèmes financiers. Son matricule 67 est alors radié par la fédération nationale. Dans la foulée, ils recréent un nouveau club, le Football Club Ath Sport, qu'ils affilient à l'Union Belge, et reçoivent le matricule 9435 en retour. Ce club ne joue qu'une saison en quatrième provinciale, et fusionne ensuite avec la Royale Jeunesse sportive Ath-Maffle, porteur du matricule 2899 pour former les Géants athois, qui conserve le matricule du plus ancien club. Le matricule 9435 est déjà radié des listes de l'URBSFA.

## Résultats dans les divisions nationales
Statistiques clôturées, club disparu

### Bilan
| Niv | Divisions     | Jouées | Titres | TM Up | TM Down |
| --- | ------------- | ------ | ------ | ----- | ------- |
| I   | 1re nationale | 0      | 0      |       |         |
| II  | 2e nationale  | 0      | 0      |       |         |
| III | 3e nationale  | 0      | 0      |       |         |
| IV  | 4e nationale  | 6      | 0      |       |         |
| V   | 5e nationale  | 0      | 0      |       |         |
|     |               |        |        |       |         |
|     | TOTAUX        | 6      | 0      | 0     | 0       |

- TM Up : test-match pour départager des égalités, ou toutes formes de Barrages ou de Tour final pour une montée éventuelle.
- TM Down : test-match pour départager des égalités, ou toutes formes de Barrages ou de Tour final pour le maintien.

### Classements saison par saison
| Ordre               | Saison  | Nom du club                                                              | Niveau                                                                   | Classement final                                                         | Remarques                                                                |
| ------------------- | ------- | ------------------------------------------------------------------------ | ------------------------------------------------------------------------ | ------------------------------------------------------------------------ | ------------------------------------------------------------------------ |
| 1                   | 1952-53 | RFC athois                                                               | Promotion série D                                                        | 7e/16                                                                    |                                                                          |
| 2                   | 1953-54 | RFC athois                                                               | Promotion série C                                                        | 16e/16                                                                   | Relégué!                                                                 |
| séries provinciales |         |                                                                          |                                                                          |                                                                          |                                                                          |
| 3                   | 1994-95 | RFC athois                                                               | Promotion série A                                                        | 14e/16                                                                   | Relégué!                                                                 |
| séries provinciales |         |                                                                          |                                                                          |                                                                          |                                                                          |
| 4                   | 1997-98 | RFC athois                                                               | Promotion série A                                                        | 8e/16                                                                    |                                                                          |
| 5                   | 1998-99 | RFC athois                                                               | Promotion série A                                                        | 15e/16                                                                   | Relégué!                                                                 |
| séries provinciales |         |                                                                          |                                                                          |                                                                          |                                                                          |
| 6                   | 2002-03 | RFC athois                                                               | Promotion série A                                                        | 15e/16                                                                   |                                                                          |
| X                   | 2003    | Le club cesse ses activités et son matricule est radié par la Fédération | Le club cesse ses activités et son matricule est radié par la Fédération | Le club cesse ses activités et son matricule est radié par la Fédération | Le club cesse ses activités et son matricule est radié par la Fédération |

## Anciens joueurs connus
- Roch Gérard, ancien joueur de Charleroi où il dispute plus de 200 matches en première division, joue au RFC athois en 2002-2003.
- Olivier Guilmot, vainqueur de la Coupe de Belgique 2003 avec La Louvière, est formé au RFC athois, et joue en équipe première de 1997 à 1999.

### Articles liés
- Royal Géants athois, porteur du matricule 2899, qui prend la « succession » du RFC athois.